# Розсвітівська сільська рада (Давлекановський район)
Розсві́тівська сільська рада (рос. Рассветовский сельский совет) — муніципальне утворення у складі Давлекановського району Башкортостану, Росія. Адміністративний центр — село Розсвіт.

## Населення
Населення — 1312 осіб (2019, 1454 в 2010, 1397 в 2002).

## Склад
До складу поселення входять такі населені пункти:
| Населений пункт      | Населення, осіб (2002) | Населення, осіб (2010) |
| -------------------- | ---------------------- | ---------------------- |
| Кірово, село         | 251                    | 299                    |
| Комсомольський, село | 256                    | 259                    |
| Ленінський, село     | 355                    | 358                    |
| Ольговка, присілок   | 16                     | 10                     |
| Рауш, хутір          | 149                    | 138                    |
| Розсвіт, село        | 370                    | 390                    |